# Amigos...
Amigos... es una película cómica española de 2011 dirigida por Marcos Cabotá y Borja Manso, y escrita por este último junto con Borja Cobeaga.

## Argumento
Nacho, Santi, Diego y Víctor son un grupo de amigos que desde siempre ponían a prueba su valor en peculiares apuestas. Sin embargo, en una de ellas Nacho provocó que los otros tres amigos fueran agredidos por hinchas del Atleti lo que llevó a que dejaran de relacionarse con él. Varios años después reciben la noticia de la muerte de Nacho, quien se había convertido en un presentador de televisión de éxito y que en su testamento les ha retado a una apuesta póstuma. Aquel de los tres que logre salir en televisión y consiga más audiencia a final de año será quien herede su fortuna valorada en 17 millones de euros.
Diego (Ernesto Alterio), un arquitecto de éxito, es reticente a aceptar la apuesta, pero lo acaba convenciendo su manipuladora esposa Carolina (Goya Toledo) quien mueve los hilos para que entre en el concurso Gran Hermano haciéndole pasar por transexual. Santi (Diego Martín) un solterón que vive con su madre, se hace pasar por niño robado peruano (a pesar de que no tiene aspecto acorde y lo desconoce todo de la cultura peruana) en un talk show y Víctor (Alberto Lozano), un guardia de tráfico divorciado con un hijo, se intenta colar en un reportaje y es atropellado por "Farrita", un famoso cantaor flamenco, lo que aprovecha para salir en programas sensacionalistas. Pronto la apuesta empieza a afectar las vidas de los amigos; la actitud de Víctor hace que su hijo se avergüence de él y se distancien. Santi es expuesto como fraude, lo que hace que despidan a la directora de casting que le llevó al programa, Miranda (Manuela Velasco) de quien Santi se había llegado a enamorar y Diego es incapaz de adaptarse a la vida en Gran Hermano y se pasea con una manta en la cabeza y chocándose con las paredes. Carolina, vistas las pocas posibilidades de Diego de ganar la apuesta acude a casa de Santi a seducirlo y llegar a un acuerdo con él, pero éste, que siempre ha sentido una gran antipatía por ella, se niega. En ese momento acude también a su casa Víctor, que malinterpreta la situación y le envía a Diego un mensaje en una bola de béisbol a la casa de Gran Hermano diciendo "Diego, tu mujer te está poniendo los cuernos con Santi".
Diego sale de la casa y se ve envuelto en el atraco a un banco. Todavía confuso y deprimido, Diego se ofrece como rehén al atracador para aparecer en televisión. Santi y Víctor, al verlo en pantalla, acuden también al banco, este último pensando que todo se trata de un montaje organizado por Diego. Víctor reduce al atracador (pensando que es solo un actor) y se convierte en un héroe, recuperando el cariño de su hijo. Santi aprovecha las cámaras para pedir perdón a Miranda, lo que ésta acepta. Carolina por su parte intenta sin éxito congraciarse con Diego. 
Los tres amigos deciden esperar a final de año y repartise el dinero, pero el día de Nochevieja les puede la ambición y acaban corriendo para aparecer en la Puerta del Sol, siendo el más exitoso Santi que se cuela dentro del reloj y lo abre justo antes de las campanadas, acaparando la atención de todas las cámaras. Los tres amigos acuden a la mansión Nacho a ver quién ha ganado la apuesta pero descubren que Nacho en realidad sigue vivo y que todo ha sido una jugarreta. Sin embargo, Nacho es en ese momento atropellado por "Farrita" cuyo padre soborna a los tres amigos para comprar su silencio. La última escena de la película muestra a los amigos apostando hacia qué dirección irán las cenizas de Nacho cuando las tiren desde una torre.

## Reparto
- Ernesto Alterio	 ...	Diego
- Diego Martín	 ...	Santi
- Alberto Lozano	 ...	Víctor
- Goya Toledo	 ...	Carolina
- Manuela Velasco	 ...	Miranda

## Recepción

### Premios
XIV edición del festival de Málaga de Cine Español
| Categoría          | Categoría          | Resultado |
| ------------------ | ------------------ | --------- |
| Biznaga de Oro     | Biznaga de Oro     | Nominada  |
| Premio del público | Premio del público | Ganadora  |

### Crítica
El diario gratuito 20 minutos escribe que "a vueltas con la burla y el grito en el cielo por la apocalíptica deriva de la llamada telebasura, de la telerrealidad obscena que domina el prime time de las principales cadenas de televisión, Borja Manso y Marcos Cabotá se apuntan al rebufo de una de las tantas muletillas del cine español de cuño reciente (recordemos, por ejemplo, la infame Prime Time de Luis Calvo Ramos) fijando la atención en la pequeña pantalla para ejercitar la sátira de brocha gorda, la denuncia de trazo grueso." Javier Ocaña escribe en El País que "al final, y a falta de mensaje ni mala leche, lo que nos queda es una película producida por una cadena televisiva que juega a reírse con (y no de) sus propios productos". Salvador Llopart escribe en La Vanguardia que "entre la nueva comedia americana y la vieja astracanada española,... a Amigos... le falta mala leche, y le sobra moralina impostada. Desirée de Fez escribe en El Periódico que es "una comedia a la que falta inventiva y picardía y sobra el volantazo moralista final" . Noel Ceballos escribe en Fotogramas que "no llega al nivel de Pagafantas y No controles por dos razones fundamentales: por un lado, los debutantes Borja Manso y Marcos Cabotá parecen tan empeñados en demostrar su valía que llegan a olvidar el timing cómico; por otro, sus puntuales inmersiones en un sentido del humor ofensivo y un tanto arbitrario acaban enviando varios gags lejos de la diana."

### Taquilla
La película se estrenó el 8 de julio de 2011 con escaso éxito recaudando 295 000 en un buen número de salas (228). Sin embargo en su segundo fin de semana descendía apenas un 13% respecto al anterior, a pesar de perder 56 cines, y en la tercera obtuvo un 20% respecto a la segunda perdiendo 57 cines. Esto provocaba que en tres semanas había conseguido 1 360 000 euros, 4,5 veces más de lo obtenido en su primer fin de semana. Su presupuesto ha sido de algo menos de 3 000 000.